# 뵈스달라포수르

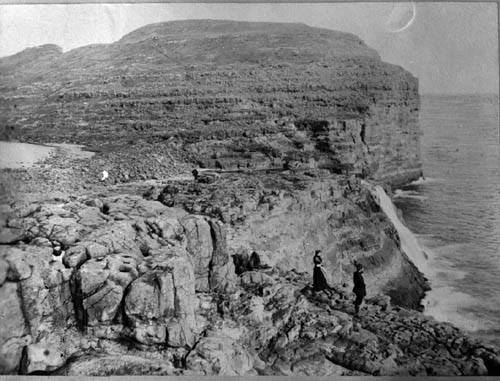
1898년 또는 1899년에 촬영한 뵈스달라포수르 폭포

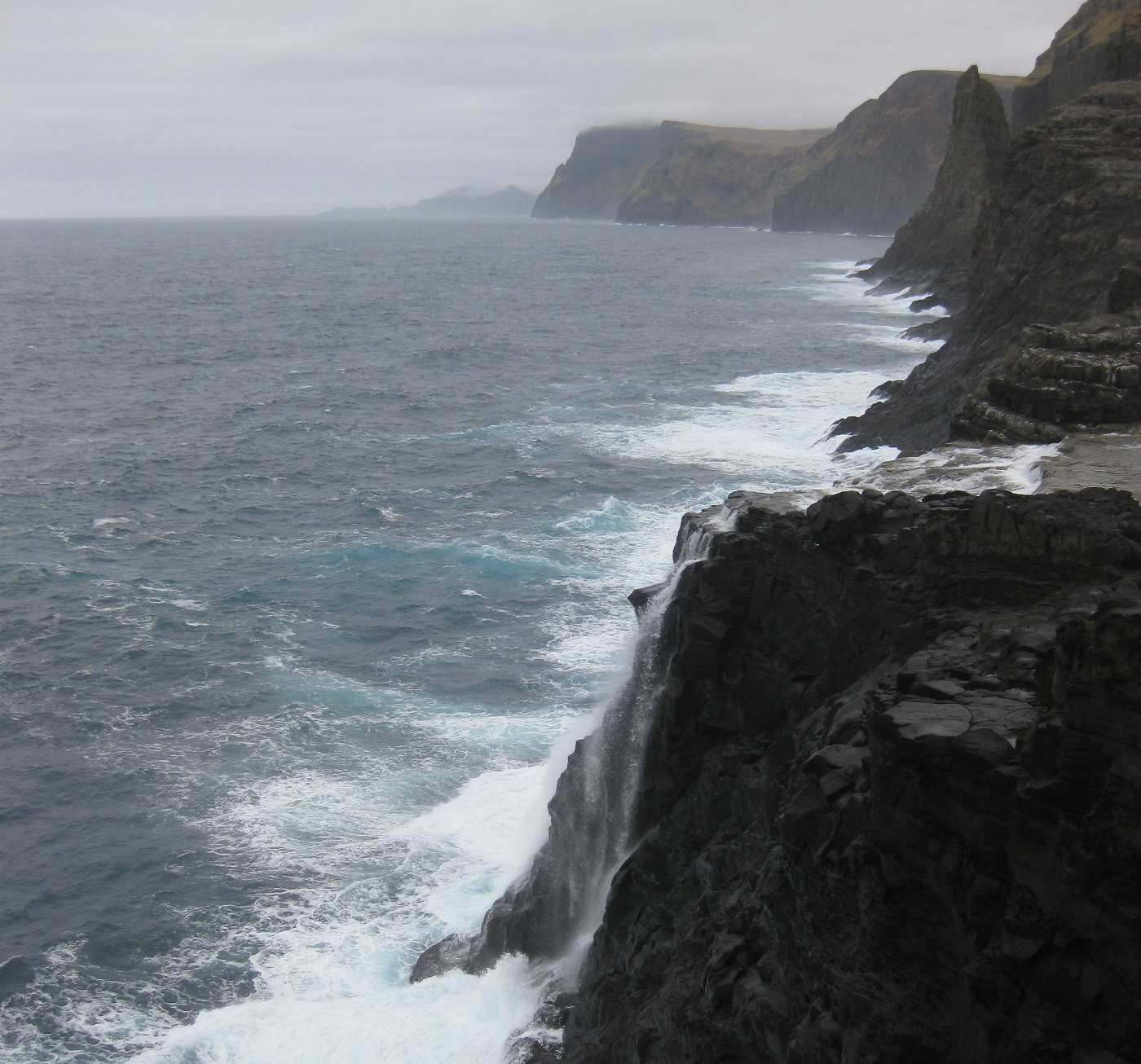
뵈스달라포수르 폭포

뵈스달라포수르(페로어: Bøsdalafossur)는 페로 제도의 보가르섬에 있는 폭포로, 쇠르보그스바튼 호수에서 북대서양으로 떨어지는 폭포이다. 폭포의 높이는 약 30미터이다.